# The Defence of Guenevere

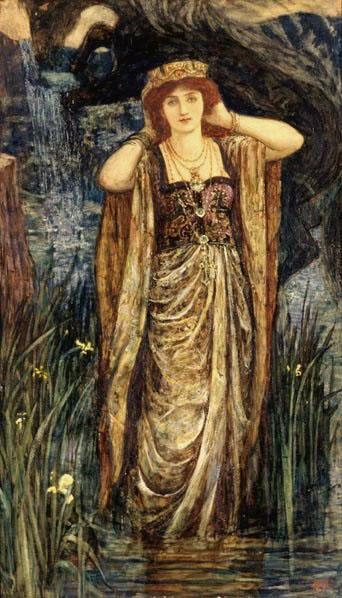
Henry Justice Ford, Ginewra

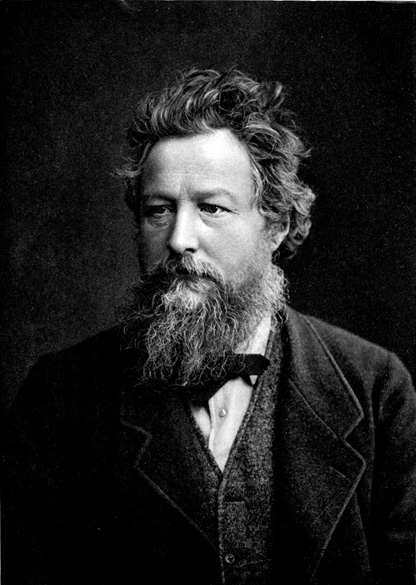
William Morris

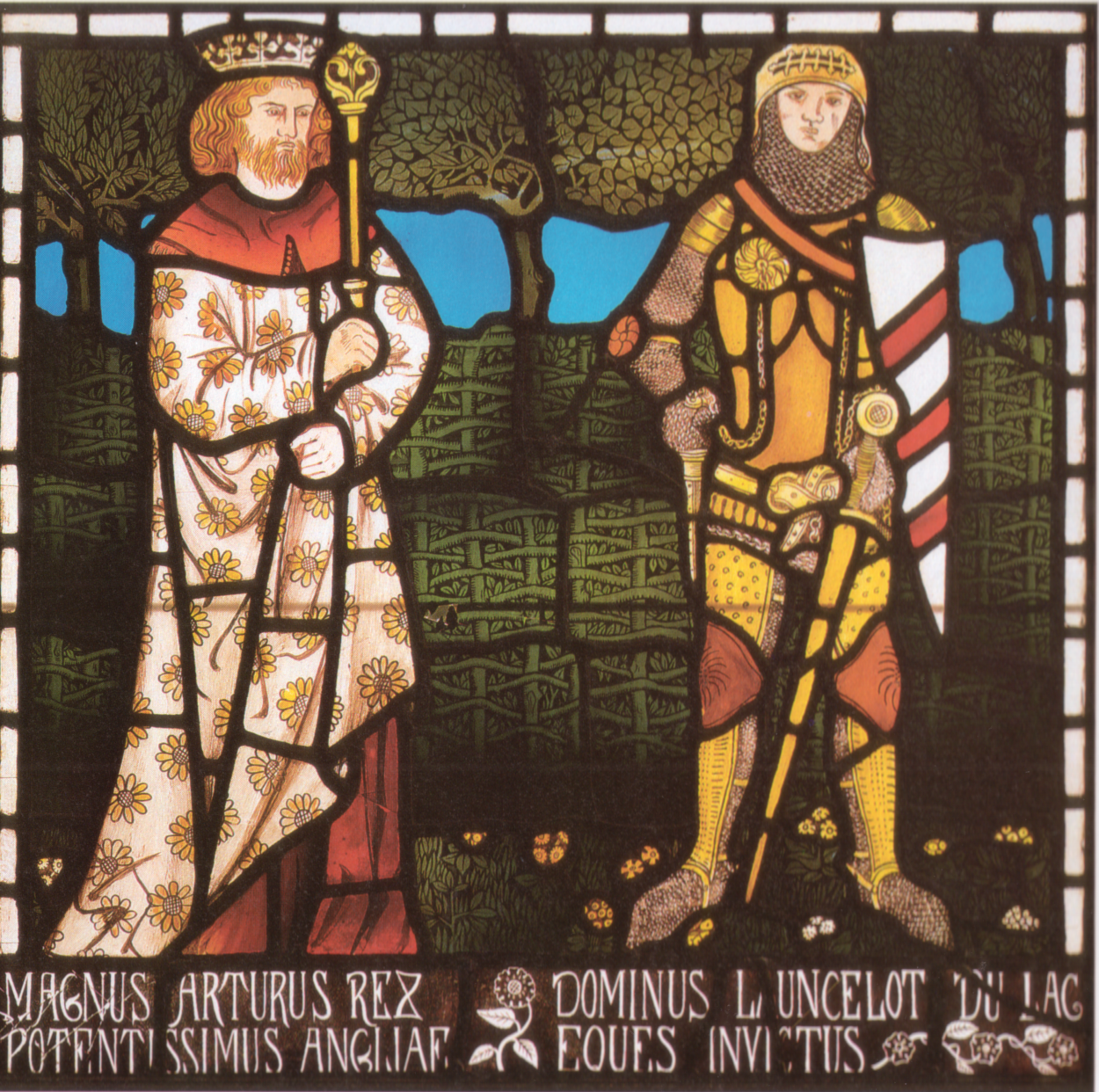
William Morris, Król Artur i rycerz Lancelot

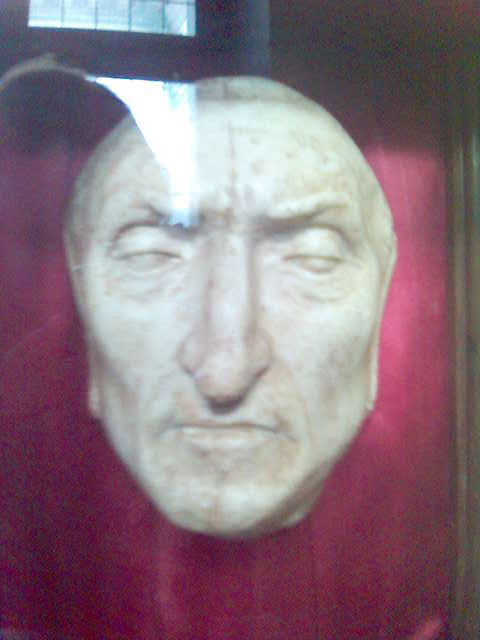
Maska pośmiertna Dantego

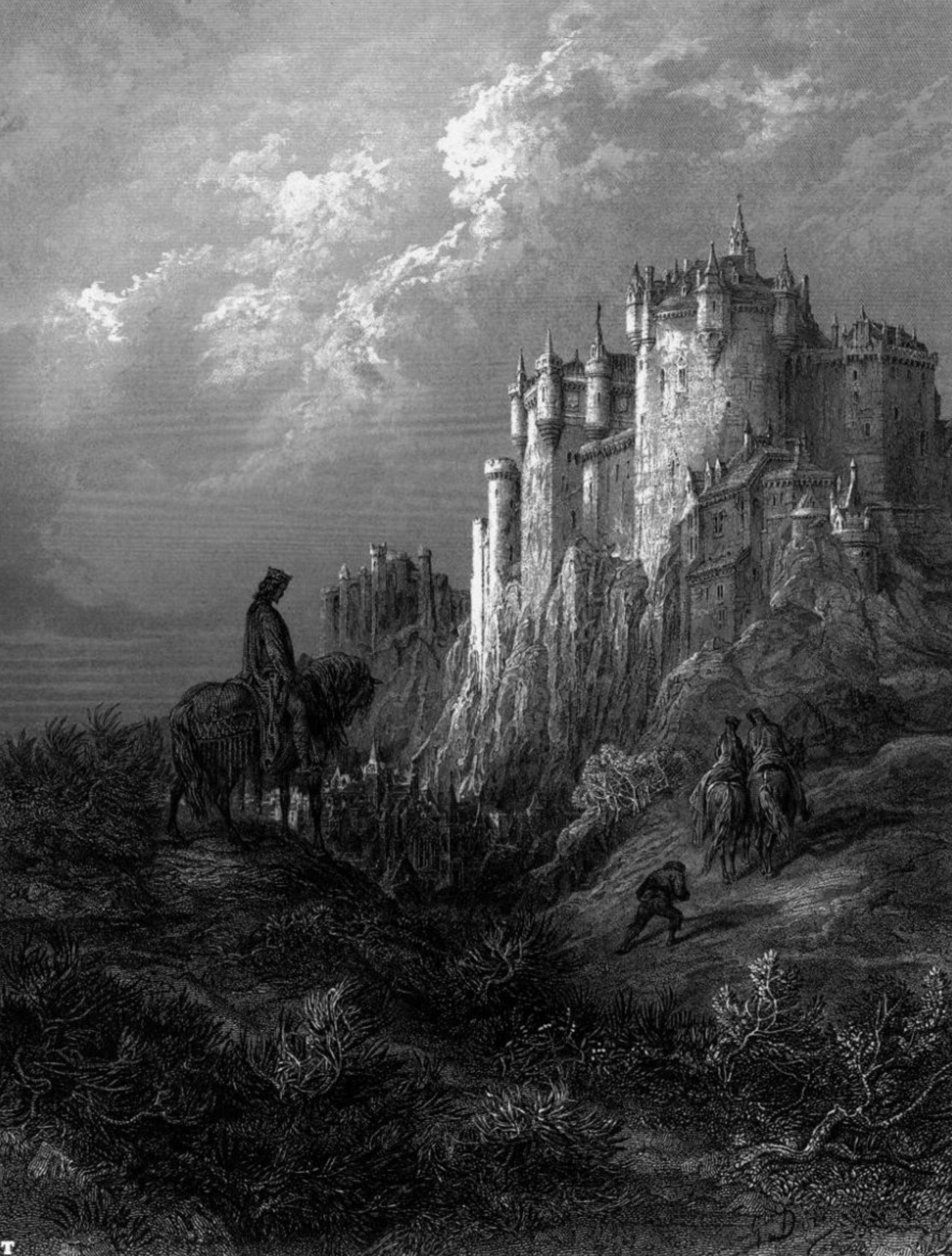
Ilustracja Gustave’a Doré do Idylli królewskich Alfreda Tennysona

The Defence of Guenevere – poemat dziewiętnastowiecznego angielskiego plastyka i poety Williama Morrisa w formie monologu dramatycznego, ogłoszony w zbiorze The Defence of Guenevere and Other Poems, wydanym w 1858.

## Charakterystyka ogólna
Utwór stanowił część zaplanowanego większego, nigdy nieukończonego cyklu opartego na legendach o królu Arturze. Wiersz stanowi wypowiedź królowej Ginewry, oskarżonej o niewierność (karaną wtedy śmiercią). Osadzenie poematu w scenerii średniowiecznej umożliwiło Morrisowi mówienie o sprawach erotyki w sposób niezwykle otwarty jak na pruderyjną epokę wiktoriańską. Forma monologu dramatycznego była niezwykle popularna w dziewiętnastowiecznej Anglii. Posługiwali się nią po mistrzowsku zwłaszcza Alfred Tennyson i Robert Browning. Amy Levy użyła jej w wierszu Xantippe. W wieku XX monologi dramatyczne pisał T.S. Eliot. Przykładem klasycznego monologu dramatycznego w literaturze polskiej jest Odszczepieniec Antoniego Słonimskiego, będący wypowiedzią cesarza Juliana Apostaty.

## Forma
Utwór został napisany tercyną. Tercyna, czyli strofa trójwersowa rymowana w ramach utworu według wzoru aba bcb cdc... jest formą pochodzenia włoskiego. Cieszy się wielkim szacunkiem wśród poetów i czytelników, od kiedy Dante Alighieri użył jej w Boskiej komedii. Za sprawą Dantego tercyna zyskała specyficzne nacechowanie stylistyczne. Odtąd była stosowana w poważnych poematach refleksyjnych, często o tematyce religijnej bądź egzystencjalnej. Na przykład renesansowa poetka Vittoria Colonna napisała trójwierszem utwór Capitolo del trionfo di Cristo, a romantyk Giacomo Leopardi użył tercyny w poemacie Appressamento della morte. W literaturze polskiej tercynę stosowali między innymi Adam Asnyk (Sen grobów) i Jan Kasprowicz (Chrystus. W poezji angielskiej tercyna pojawiała się przede wszystkim w przekładach z włoskiego, choć w tłumaczeniach Dantego stosowano tam również wiersz biały (blank verse), czyli nierymowany pentametr jambiczny. Formą oryginału poemat Bassvilliana Vincenza Montiego przełożył Adam Lodge.

But, knowing now that they would have her speak,
She threw her wet hair backward from her brow,
Her hand close to her mouth touching her cheek,
As though she had had there a shameful blow,
And feeling it shameful to feel aught but shame
All through her heart, yet felt her cheek burned so,
She must a little touch it; like one lame
She walked away from Gauwaine, with her head
Still lifted up; and on her cheek of flame
The tears dried quick; [...]

Wątki arturiańskie są popularne w literaturze angielskiej. W XV wieku Thomas Malory napisał ogromną powieść Le Morte d’Arthur. Poemat o Ginewrze napisał również Alfred Tennyson.
Zobacz też: Raj ziemski